# 納卡塞凱區
納卡塞凱區是非洲中部國家烏干達的111個區之一，由中部區負責管轄，首府是穆科諾，海拔高度1,200米，距離首都坎帕拉66公里，主要的經濟產業有農業、捕魚業和畜牧業，2010年人口估計為178,000。

## 外部連結
- （页面存档备份，存于）

00°44′N 32°25′E / 0.733°N 32.417°E